# Хорниндал
Хорниндал (норв. Hornindal) — коммуна в губернии Согн-ог-Фьюране в Норвегии. Административный центр коммуны — город Хорниндал. Официальный язык коммуны — нюнорск. Население коммуны на 2007 год составляло 1211 чел. Площадь коммуны Хорниндал — 191,61 км², код-идентификатор — 1444.

## История населения коммуны
Население коммуны за последние 60 лет.

Статистика коммуны Хорниндал